# Koninklijk bezoek aan Utrecht (mei 2005)
Het koninklijk bezoek aan Utrecht van koningin Beatrix vond plaats op 20 mei 2005. Het was het tweede provinciebezoek dat de koningin aflegde in het kader van haar zilveren regeringsjubileum. 
Koningin Beatrix bracht die dag een bezoek aan IJsselstein, Utrecht en Woerden. Rond 13.00 uur werd ze in IJsselstein verwelkomd door burgemeester mr. drs. Th. E.M. Wijte en de commissaris van de Koningin in Utrecht, Boele Staal. Met hem en de overige leden van het College van Gedeputeerde Staten had zij eerst een gesprek over de recentste ontwikkelingen in de provincie. Vervolgens bezocht Beatrix een nieuw seniorencomplex in IJsselstein. Daar sprak ze enige tijd met bewoners.
Bij het Mobilion in Utrecht kreeg de koning later die dag verschillende uiteenzettingen over onderwerpen die te maken hebben met verkeersveiligheid. Verkeer was ook het thema van een ontmoeting die de koningin vervolgens had met basisschoolleerlingen en leerlingen van het vmbo.
Aan het einde van de dag bezocht koningin Beatrix Woerden. Daar werd zij uitvoerig geïnformeerd over de vernieuwingen die in het centrum van de stad gestalte krijgen. Ook hier speelden schoolkinderen een grote rol. De koningin bekeek onder andere een aantal door scholieren gemaakte kunstvormen en ook woonde ze nog een modeshow bij die werd verzorgd door leerlingen van de plaatselijke scholengemeenschap.
Het bezoek werd afgesloten met een receptie in een lokale horecagelegenheid.